# Parlamento Europeo de los Jóvenes
El Parlamento Europeo de los Jóvenes (European Youth Parliament, en inglés) es una organización apolítica y apartidista con un espíritu educador encaminado a lidiar con las necesidades de la juventud europea. EYP anima a los jóvenes a tener un pensamiento crítico e independiente y les facilita el aprendizaje de habilidades sociales y políticas, cruciales para su futuro.
Desde sus orígenes, decenas de miles de jóvenes entusiastas han participado en sesiones regionales, nacionales e internacionales y han hecho amistades de toda Europa y contactos que traspasan fronteras.
Además EYP ha contribuido de manera inigualable al desarrollo de la unidad europea. Hoy en día, es una de las plataformas europeas más grandes en cuanto a debate político, encuentros internacionales, aprendizaje e intercambio de ideas entre jóvenes. Está formada por una red de 40 asociaciones y organizaciones europeas en las cuales miles de jóvenes participan activamente de manera voluntaria. La red organiza alrededor de 200 eventos cada año. Se trata de un programa llevado a cabo por la Schwarzkopf Foundation.
Desde su fundación, numerosas personalidades europeas como José Manuel Durão Barroso, Herman van Rompuy, Jerzy Buzek o Janez Potocnik se han mostrado afines al proyecto. Thorbjörn Fälldin es actualmente el principal mecenas del proyecto junto al denominado Comité d’Honneur, integrado por el expresidente del Parlamento Europeo, Martin Schulz; el presidente de la Comisión Europea, Jean-Claude Juncker y la Alto representante de la Unión para Asuntos Exteriores y Política de Seguridad, Federica Mogherini.

## Historia
El Parlamento Europeo de los Jóvenes se fundó por Bettina Carr-Allinson en 1987, inicialmente como un proyecto escolar en el Lycée François-Ier en Fontainebleau, en el sur de París. Un año después, en 1988, la primera sesión internacional tendría lugar en la misma ciudad, en Fontainebleau.
Con el paso de los años, el proyecto se fue desarrollando hasta asentarse en Witney, Oxfordshire, en 1991, cuando fue legalmente reconocido como European Youth Parliament International Ltd. Al año siguiente, quedaría amparada bajo una subsidiaria de una Organización no gubernamental creada en 1992 para este propósito, la Fontainebleau Youth Foundation. 
Esta organización experimentó un gran crecimiento en los diez años venideros, su actividad se incrementó mediante la integración de varios National Committees (NCs) y sus actividades empezaron a ser mucho más notorias. Dichos National Committees suelen estar asentados en países miembros de la Unión Europea, pero también pueden estar basado en otros países no-miembro pero que pertenecen al continente.
Desde 2001 a 2004, la organización sufrió graves problemas económicos que pudieron acabar con la desaparición de la misma.
Sin embargo, el 4 de noviembre de 2004, el Parlamento Europeo de los Jóvenes pudo reiniciar su actividad gracias a un acuerdo mutuo entre los representantes en la Board of National Commitees del Parlamento Europeo de los Jóvenes, alumni y la Heinz-Schwarzkopf Foundation. Desde entonces, el estatus de la organización está sujeto a la fundación Schwarzkopf-Stiftung Junges Europa en calidad de programa educativo. Actualmente, la sede se encuentra en Berlín, Alemania.
Una vez apoyado por la fundación Schwarzkopf-Stiftung Junges Europa, EYP no dejó de crecer dando cobertura a más de 35000 participantes de 40 países distintos en aproximadamente 600 eventos anuales. Siendo así, la organización más importante en materia de educación y debate de política europea.

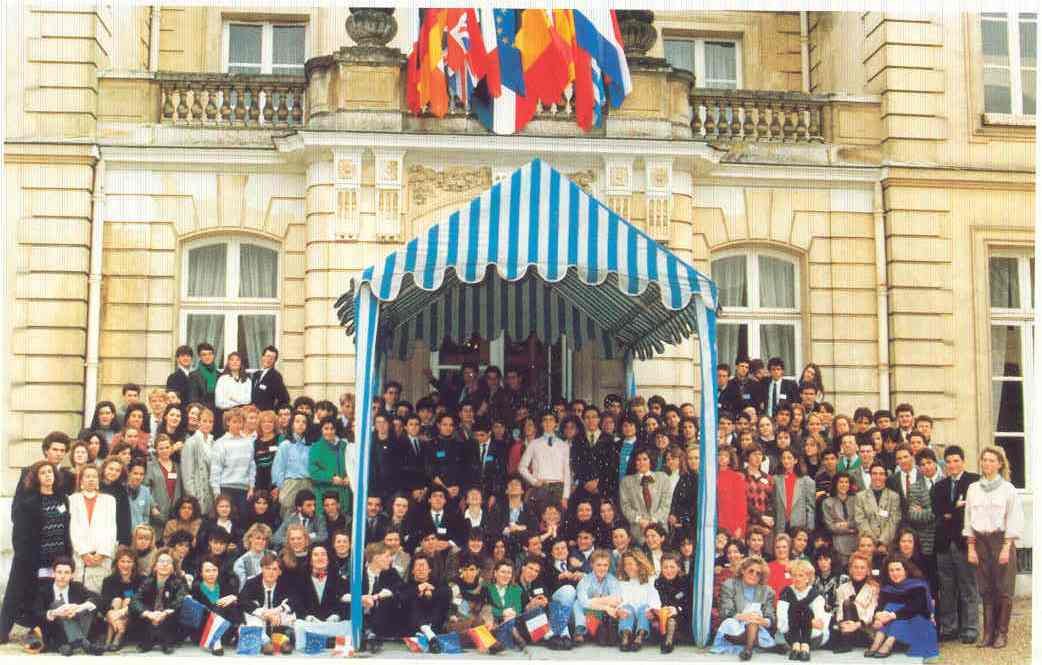
La primera sesión internacional se celebró en 1988, en la población de Fontainebleau (Francia), siendo parte de un proyecto estudiantil.

## Gobierno
En el plano internacional, el Parlamento Europeo de los Jóvenes es dirigido por una junta directiva internacional llamada Governing Body (GB) . El Governing Body tiene seis miembros elegidos por los comités nacionales y por los alumni de pasadas sesiones. Un representante de la Schwarzkopf Foundation también forma parte. El Governing Body es responsable fundamentalmente de asegurar la calidad de las Sesiones Internacionales pero también asumen responsabilidad sobre la dirección internacional de la organización al igual que sobre estrategias de sostenibilidad a largo plazo y protección de la organización. 

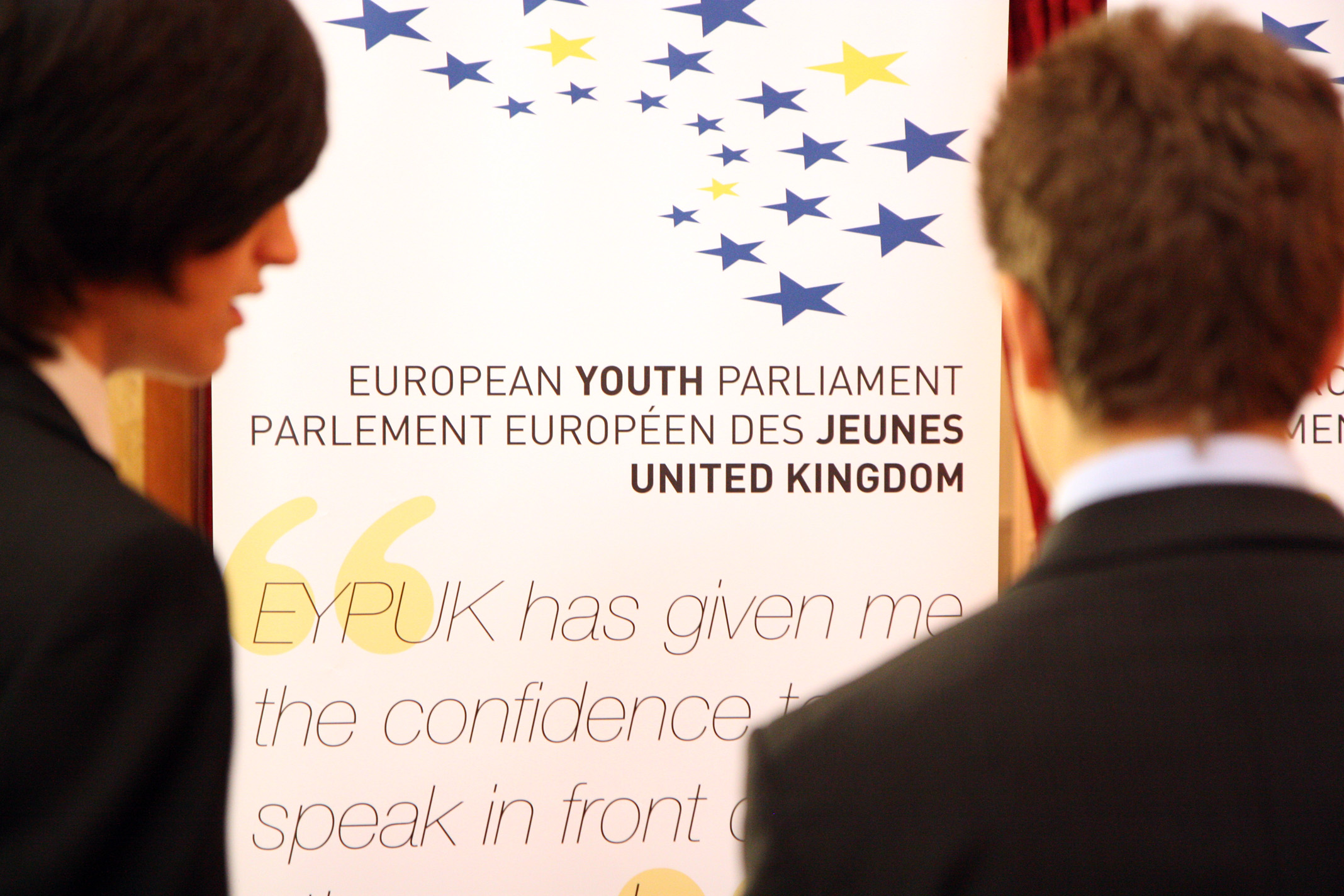
EYP ya está presente en más de 40 países y albergó 592 eventos en 2015

La principal figura administrativa de la organización es un directivo contratado en la oficina internacional de Berlín. Philipp J. Scharff fue el primer director desde 2004 hasta 2008, Jan Phillip Beck (Alemania) desde 2008 a 2011, Ville Vasaramäki (Finlandia) desde 2011 hasta 2013 y Krista Simberg (Finlandia)  desde 2013 hasta 2017. En la actualidad, Lukas Fendel (Alemania) es el director Ejecutivo de la red desde 2017.
A un nivel nacional, cada comité nacional es libre e independiente de elegir su modo de organización pero siempre cumpliendo los ideales morales y democráticos que defiende la organización. Dentro de las responsabilidades del comité nacional se encuentra la organización y financiación de los eventos de carácter internacional, nacional y regional. En el caso de los dos últimos su propósito es seleccionar a las delegaciones participantes en las sesiones internacionales. Las sesiones suelen basar su financiación en patrocinios, contratos de sponsors y organizaciones educativas similares. Cada sesión es económicamente independiente.

## European Youth Parliament España (EYPE)
European Youth Parliament España es el comité nacional asociado a la organización y que por lo tanto, representa a España en el Parlamento Europeo de los Jóvenes. Lo integran más de 300 miembros de siete comunidades autónomas y nació en 2006. Está presidido por Lupe Cortés Trénor desde agosto de 2024 y ya cuenta a sus espaldas con 19 sesiones nacionales, 6 foros internacionales, 3 sesiones internacionales y más de 10 sesiones regionales celebradas cada año en todos los rincones de España. En verano de 2014, Barcelona albergó la 76.ª Sesión Internacional del Parlamento Europeo de los Jóvenes, siendo esta, una de las más exitosas que se recuerdan. Gracias a ello, EYP España se consagró como una organización de debate referente en España, a la cual han apoyado organizaciones institucionales como universidades, ayuntamientos, autonomías o fundaciones además de empresas del calibre de Coca-Cola, Nespresso, Red Bull o Nestlé. En agosto de 2019 se celebró otra sesión internacional, esta vez en Valencia. En octubre de 2025 se celebrará otra sesión internacional en Málaga.  

### Historia

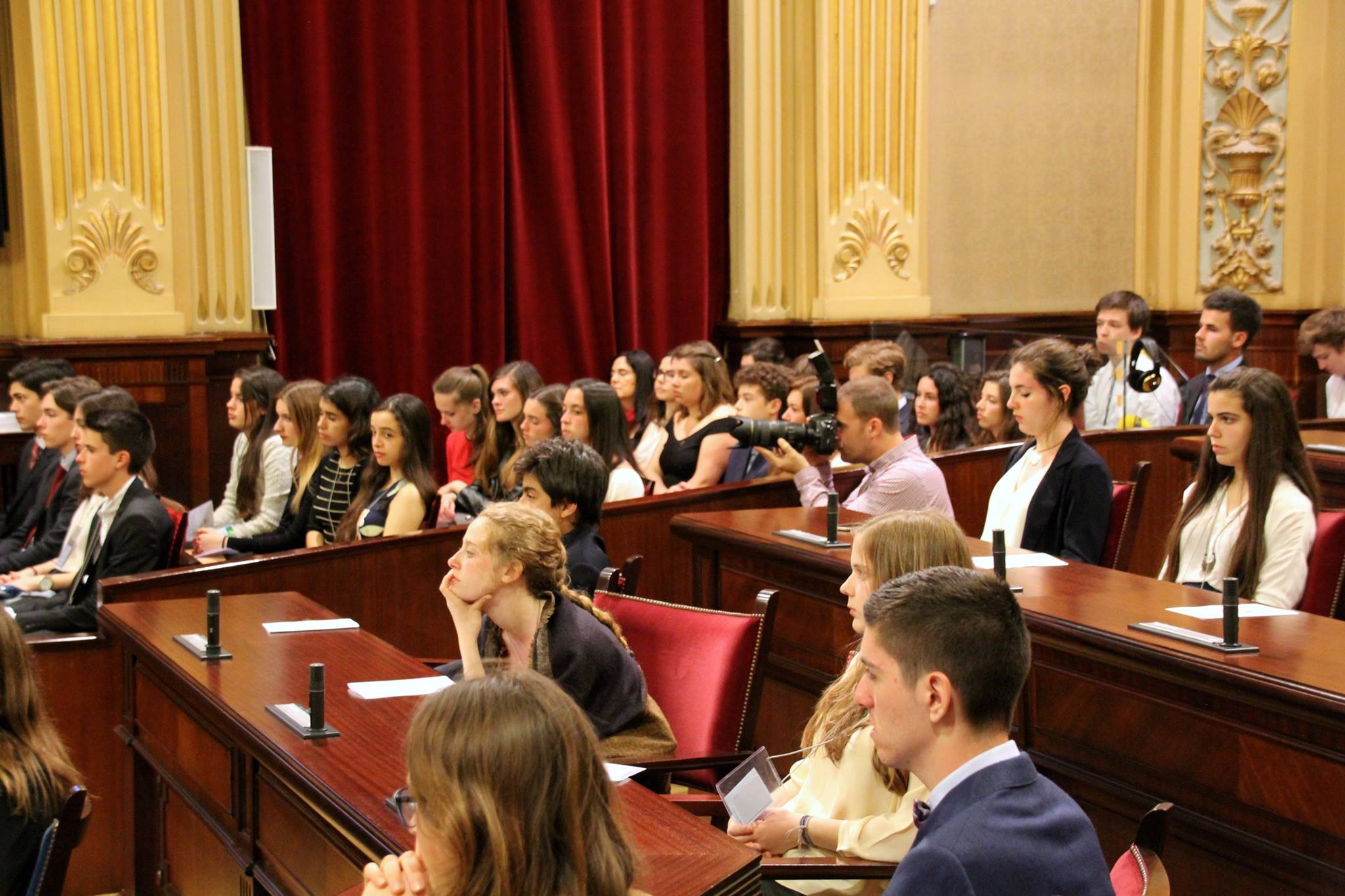
Ceremonia de apertura de la 11.ª Sesión Nacional, celebrada en Palma de Mallorca en 2016

El European Youth Parliament España (EYPE) empezó a organizar sus primeras reuniones en otoño del 2006, pero no sería hasta el 12 de junio de 2007 cuando la entidad quedó registrada como asociación española en el Ministerio del Interior (España). La voluntad de varios estudiantes de San Cugat del Vallés, Gerona y Sevilla, que ya habían participado anteriormente en varias sesiones internacionales, les llevó a crear un comité estatal que dinamizará, promoviera y representará los ideales y la actividad del Parlamento Europeo de los Jóvenes en nuestro país.
Desde aquel entonces, varias generaciones de EYPers (como se les conoce a sus miembros) se han ido sucediendo ininterrumpidamente desde 2007, consagrando al comité nacional y la juventud española como referente en la dinámica de la organización. Para ello, EYPE organiza durante cada curso una sesión nacional en lugares dispares del panorama nacional con el objetivo de escoger la delegación que representará a España en la sesiones internacionales venideras. A marzo de 2020, son 14 las sesiones nacionales que se han celebrado en nuestro país bajo el amparo de EYP España:
- Girona 2007 - 1st National Selection Conference of EYP Spain, celebrado en Gerona (Cataluña).
- Banyoles 2007 - 2nd National Selection Conference of EYP Spain, celebrado en Bañolas (Cataluña).
- Sevilla 2008 - 3rd National Selection Conference of EYP Spain, celebrado en Sevilla (Andalucía).
- Barcelona 2009 - 4th National Selection Conference of EYP Spain, celebrado en Barcelona (Cataluña).
- Zaragoza 2010 - 5th National Selection Conference of EYP Spain, celebrado en Zaragoza (Aragón).
- Madrid 2011 - 6th National Selection Conference of EYP Spain, celebrado en Madrid (Comunidad de Madrid).
- Sitges 2012 - 7th National Selection Conference of EYP Spain, celebrado en Sitges (Cataluña).
- Bilbao 2013 - 8th National Selection Conference of EYP Spain, celebrado en Bilbao (País Vasco).
- Valencia 2014 - 9th National Selection Conference of EYP Spain, celebrado en Valencia (Comunidad Valenciana).
- Sevilla 2015 - 10th National Selection Conference of EYP Spain, celebrado en Sevilla (Andalucía).
- Mallorca 2016 - 11th National Selection Conference of EYP Spain, celebrado en Palma de Mallorca (Islas Baleares).
- Girona 2017 - 12th National Selection Conference of EYP Spain, celebrado en Gerona (Cataluña).
- Córdoba 2018 - 13th National Selection Conference of EYP España, celebrado en Córdoba (Andalucía).
- Zaragoza 2019 - 14th National Selection Conference of EYP España , celebrado en Zaragoza (Aragón).
- Barcelona 2020 - 15th National Selection Conference of EYP España, celebrado de forma en línea en abril de 2021, debido a la pandemia causada por la enfermedad COVID-19.
- Bilbao 2021 - 16th National Selection Conference of EYP España, celebrado en Bilbao (País Vasco).
- Huesca 2022 - 17th National Selection Conference of EYP España, celebrado en Huesca (Aragón).
- Marbella 2023 - 18th National Selection Conference of EYP España, que se celebró en Marbella (Andalucía).
- Valencia 2024 - 19th National Selection Conference of EYP Spain, que se celebrará en Valencia (Comunidad Valenciana).
- Barcelona 2025 - 20th National Selection Conference of EYP Spain, que se celebrará en Barcelona (Cataluña).

Además de sesiones de carácter nacional, EYP España se caracteriza por la organización de foros internacionales de verano. Sesiones de carácter parecido a las sesiones internacionales organizadas por la oficina internacional, pero que suelen durar dos jornadas menos y está organizado por el comité nacional en cuestión. Se dedica mucho más tiempo al intercambio cultural entre delegados, que provienen de todos los rincones de Europa, por medio de eventos como visitas guiadas por museos y edificios emblemáticos, noches gastronómicas y presentaciones de canciones, bailes y tradiciones interculturales entre otras cosas. A fecha de 2024, se han celebrado seis foros internacionales: 
- Iberian Forum 2009 - 1st International Forum of EYP Spain, celebrado en Gerona (Cataluña).
- Iberian Forum 2011 - 2nd International Forum of EYP Spain, celebrado en Gerona (Cataluña).
- Iberian Forum 2012 - 3rd International Forum of EYP Spain, celebrado en Gerona (Cataluña).
- Hiber 2015 - 4th International Forum of EYP Spain, celebrado en Zaragoza (Aragón).
- Galicia 2018 - 5th International Forum of EYP España, celebrado en Santiago de Compostela y Vigo (Galicia).
- Iberian International Forum 2022 of EYP Spain and EYP Portugal, celebrado en agosto de 2022 en Vigo y Braga.

### Valencia 2019 - 90.ª Sesión Internacional del Parlamento Europeo de los Jóvenes
Además, en enero de 2018, la Oficina Internacional del Parlamento Europeo de los Jóvenes, con sede en Berlín, confirmó que la candidatura de "Valencia 2019 - Ciudad Candidata", presentada por miembros de EYP España con al patronazgo destacado de la Casa Real de España, la Generalidad Valenciana, el Ayuntamiento de Valencia, la Diputación Provincial de Valencia, Red Eléctrica de España o la Fundación KPMG entre otros órganos, albergaría la 90.ª Sesión Internacional del Parlamento Europeo de los Jóvenes, imponiéndose así la candidatura presentada por Hamburgo, la cual, pasaría a albergar la 91.ª Sesión Internacional.
Por lo tanto, del 25 de julio al 4 de agosto de 2019, Valencia acogerá la 90.ª Sesión Internacional del Parlamento Europeo de los Jóvenes. Las resoluciones finales son referencias legislativas de la ciudadanía que llegarán a las dependencias del Parlamento Europeo.
En mayo de 2018, la sesión anunció que el ministro de Asuntos Exteriores y Cooperación, Alfonso Dastis (Jerez de la Frontera, 1955) y la secretaria de Estado de Investigación, Desarrollo e Investigación, Carmen Vela (Sigüenza, 1955) y el embajador - representante permanente ante la Organización de las Naciones Unidas, Jorge Moragas (Barcelona, 1965) eran los primeros integrantes confirmados del Comité de Honor de la sesión.

### Objetivos
Toda la actividad del comité español gira en torno a tres pilares básicos que pretenden que la juventud sea partícipe de un entorno que nos afecta a todos.

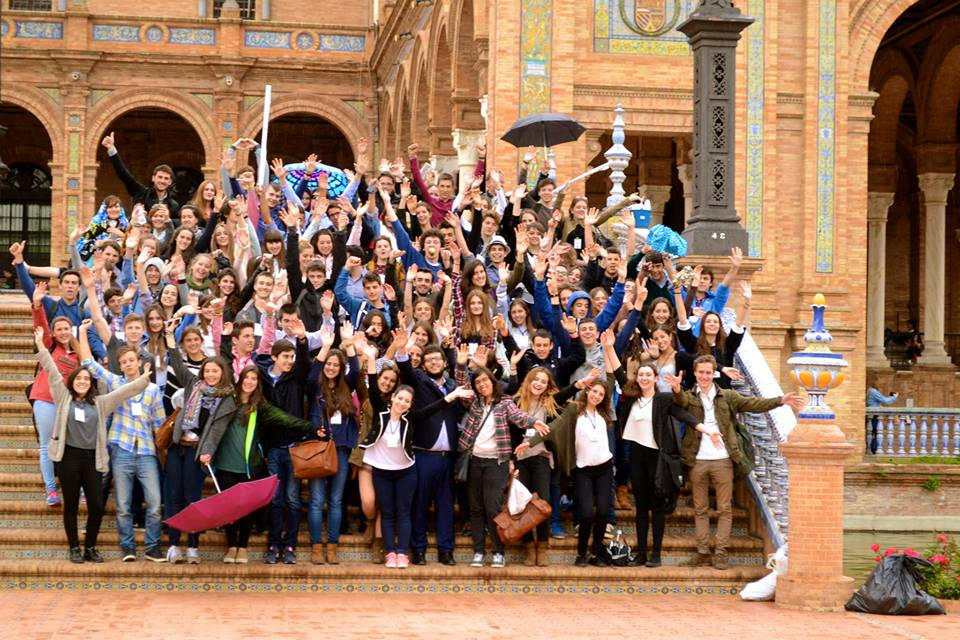
Jóvenes durante la 10.ª Sesión Nacional, celebrada en Sevilla

El primer objetivo es la representación, defensa y promoción de los intereses de los jóvenes en la etapa educativa secundaria y superior acerca de las inquietudes en el ámbito europeo. 
Además, EYPE hace especial hincapié en fomentar la información entre los jóvenes españoles acerca de las instituciones europeas, sus naciones, sus habitantes y los temas de actualidad que a estos les rodean. Desde 2016, EYPE fue elegido por la oficina internacional y la Fundación Schwarzkopf para desarrollar cursos sobre la Unión Europea en centros educativos de Madrid, Barcelona y Mallorca bajo el programa Understanding Europe. Una iniciativa financiada por la Fundación TUI, para que jóvenes de 18 a 25 años miembros de EYPE, impartan cursos intensivos a alumnos de 4.º de educación secundaria acerca del funcionamiento interno, actividad y repercusión de la Unión Europea en el entorno.
Finalmente, como órgano asociado al Parlamento Europeo de los Jóvenes, EYPE es responsable de la programación las acciones necesarias creando foros, eventos y actos que promuevan el trabajo del European Youth Parliament.

### Dirección
A nivel administrativo, el EYPE se construye en forma de asociación formado por jóvenes de 16 a 27 años que hayan sido seleccionados en las respectivas sesiones nacionales o que hayan mostrado interés por ingresar en la organización y así lo hayan hecho. Está dirigido por una junta directiva de seis miembros elegida democráticamente por la membresía en calidad de voto. Desde julio de 2024, la Junta Directiva | Board del EYP España para el curso 2024-2025 está compuesta por:
- Lupe Cortés Trenor  - Presidenta
- Salas Estallo Arnal  - Vicepresidenta de Asuntos Internos
- Pol Sanmartí Vigo  - Vicepresidente de Asuntos Externos
- Jordi Bravo i Rius  - Tesorero
- Rodigo Escuder Herrero  - Secretario

## Sesiones
El Parlamento Europeo de los Jóvenes organiza anualmente tres sesiones internacionales con una duración aprox. de nueve a diez días. Se organizan en diferentes países del continente y todos los países de Europa pueden participar, incluyendo los estado miembros de la Unión Europea. Cada comité nacional elige la delegación que representará al país en cuestión. El tamaño de la delegación depende del país y de su antigüedad en la organización. Dicha delegaciones son repartidas en diferentes comités inspirados por los Comités del Parlamento Europeo, teniendo cada comité un desafío y tema concreto. Esto asegura una diversidad cultural máxima en cada comité y sirve para incentivar la relación entre personas de diferentes personas, siendo este, el principal objetivo de la organización: la interacción entre personas independientemente de su país, cultura o lengua. 

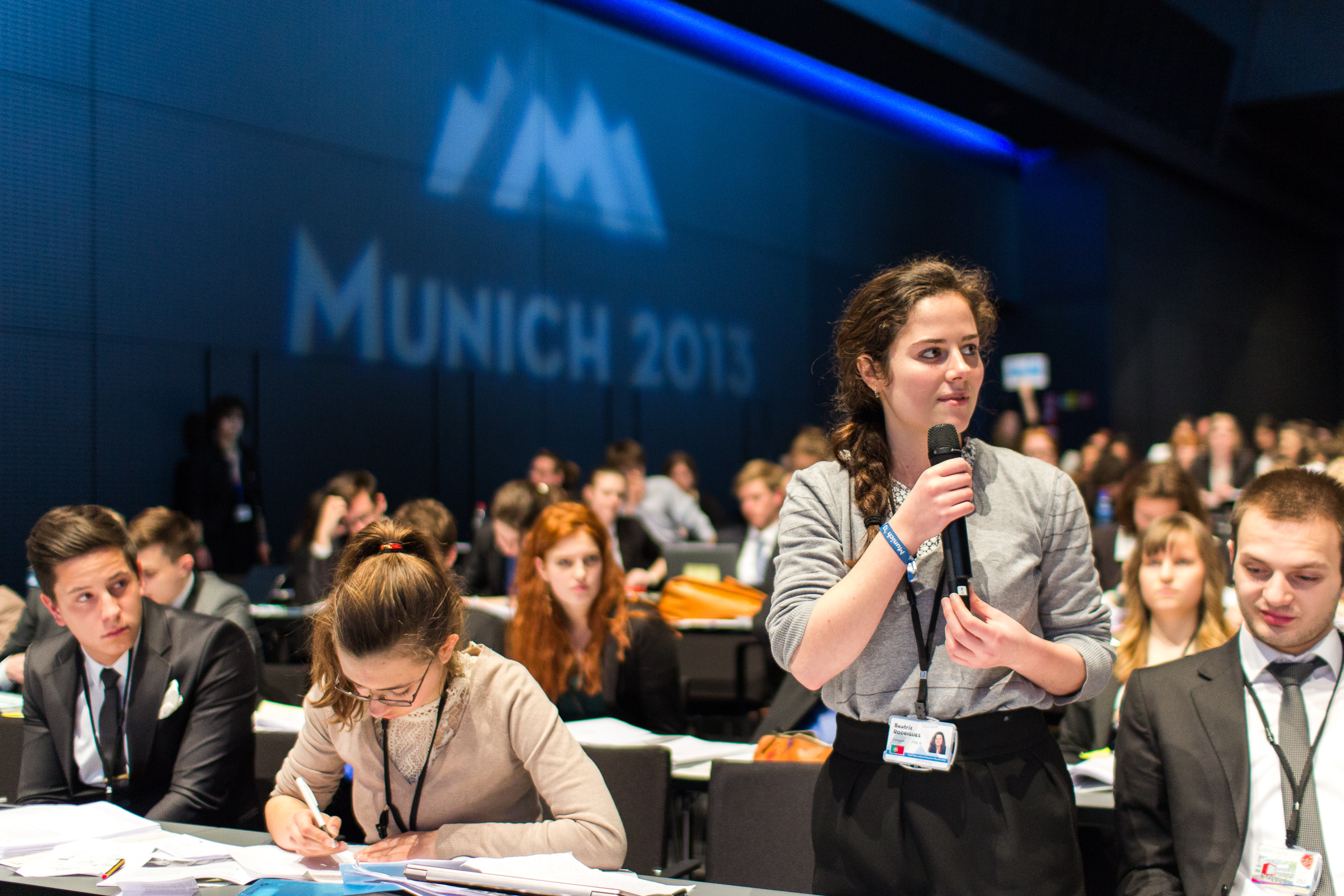
Asamblea General de la 72.ª Sesión Internacional, celebrada en Múnich (Alemania)

Cada sesión internacional comienza con una fase de Teambuilding durante las dos primeras jornadas, en la cual, los delegados se conocen y empiezan a dinamizar el trabajo grupal de cada comité. Para ello, los delegados participan en distintos juegos que pretenden romper el hielo y fomentar una atmósfera de trabajo óptima para la posterior fase: el trabajo en comité o también conocido como Committee Work (CW).
El committee work transcurre durante los siguientes cuatro días y durante este tiempo, los delegados debaten acerca un desafío pendiente relacionado con cualquier campo que abarque la Unión Europea. Para ello, siguen determinados procedimientos que acaban concluyéndose en un documento oficial con una serie de medidas, que será presentado y rebatido ante la Asamblea General. Un eurodiputado u otro experto alternativo, suele visitarles para responder preguntas y ayudar a los jóvenes con sus soluciones. 
La sesión finaliza con la Asamblea General, en la cual, las resoluciones de cada comité son revisadas, modificadas, debatidas y aprobadas (en caso de que no cumplan con el apoyo del 51% de la Asamblea General, la resolución no es aprobada). Si la resolución es aprobada, se envía al Parlamento Europeo, para que los Diputados al Parlamento Europeo la consideren. La Asamblea General suelen tener lugar en sedes prestigiosas y distinguidas, como la cámara parlamentaria del país donde se celebre la sesión o el ayuntamiento de la ciudad sede.
Además, los comités nacionales asociados a EYP suelen organizar varias sesiones nacionales y regionales cada año. Las sesiones nacionales se encargan de selecciones las delegaciones que asistirán a las futuras sesiones internacionales. Estas sesiones son más cortas (suelen durar de 4 a 5 días) y no ostentan la importancia que sí tienen las sesiones internacionales. 
Sin embargo, para acceder a las sesiones nacionales, un jurado selecciona a los mejores delegados de cada sesión regional celebrada en cada país. Suelen durar tres días e imitan los procesos seguidos en las sesiones internacionales. El presupuesto de dichas sesiones es mucho más reducido y las resoluciones son meros borradores que no se envían al Parlamento Europeo.